# Inyección de combustible

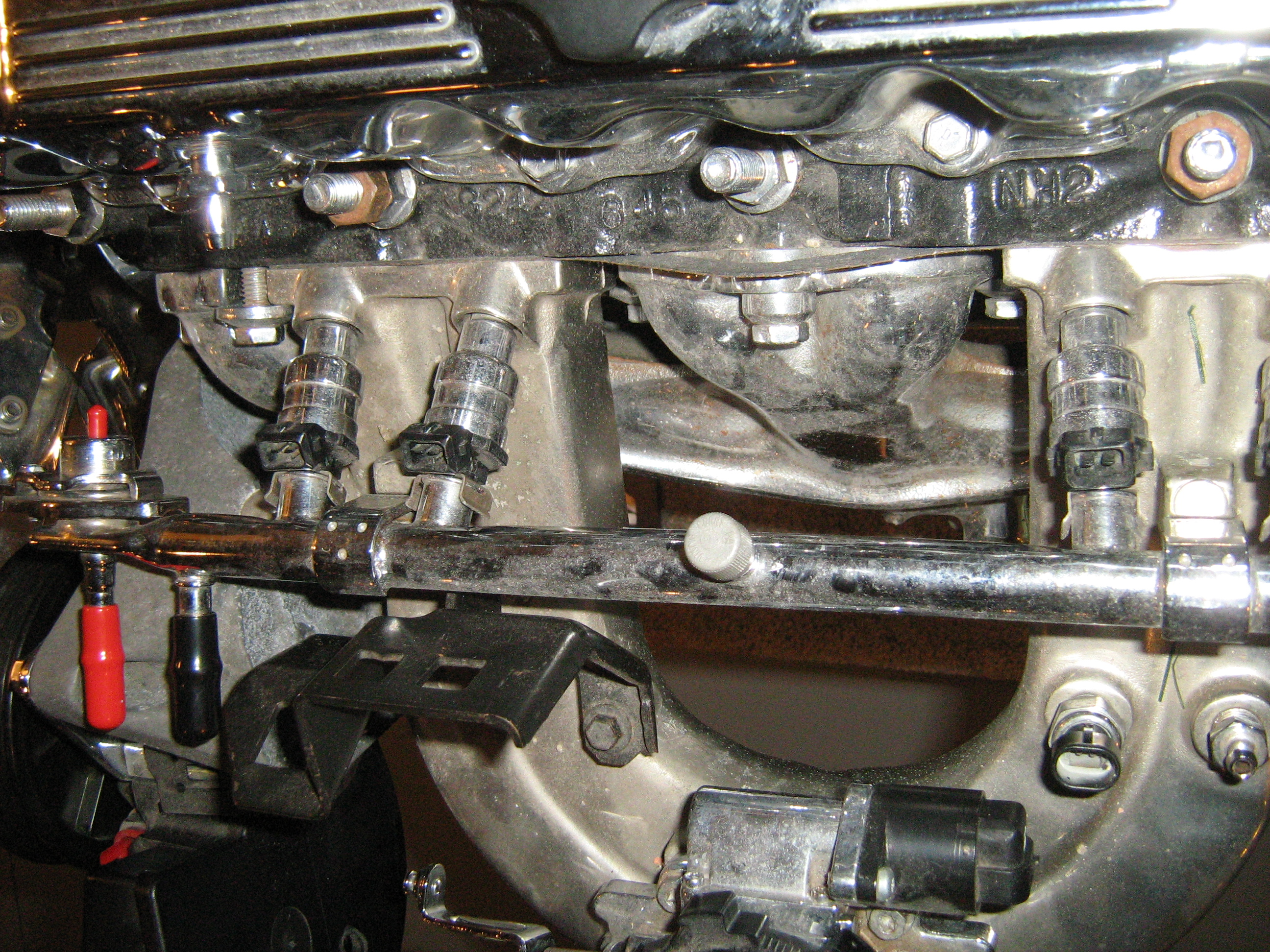
Distribuidor de combustible conectado a los inyectores montado sobre el colector de admisión en un motor de 4 cilindros.

La inyección de combustible es un sistema de alimentación de motores de combustión interna que usan prácticamente todos los automóviles europeos desde 1990, debido a la obligación de reducir las emisiones contaminantes y para que sea posible y duradero el uso del catalizador a través de un ajuste óptimo del factor lambda.
Todos los motores diésel son de inyección. Los motores de gasolina pueden tener inyección de gasolina directa, en la que el combustible se introduce directamente en la cámara de combustión o inyección indirecta, en la que el combustible se mezcla con el aire antes de la carrera de admisión.
En los motores de gasolina, la inyección sustituyó el carburador de 1980 en adelante. La diferencia principal entre la carburación y la inyección es la pulverización del combustible a través de un pequeño conducto a alta presión, mientras que el carburador funciona por la succión creada por la entrada de aire acelerado a través del Venturi.

## Historia

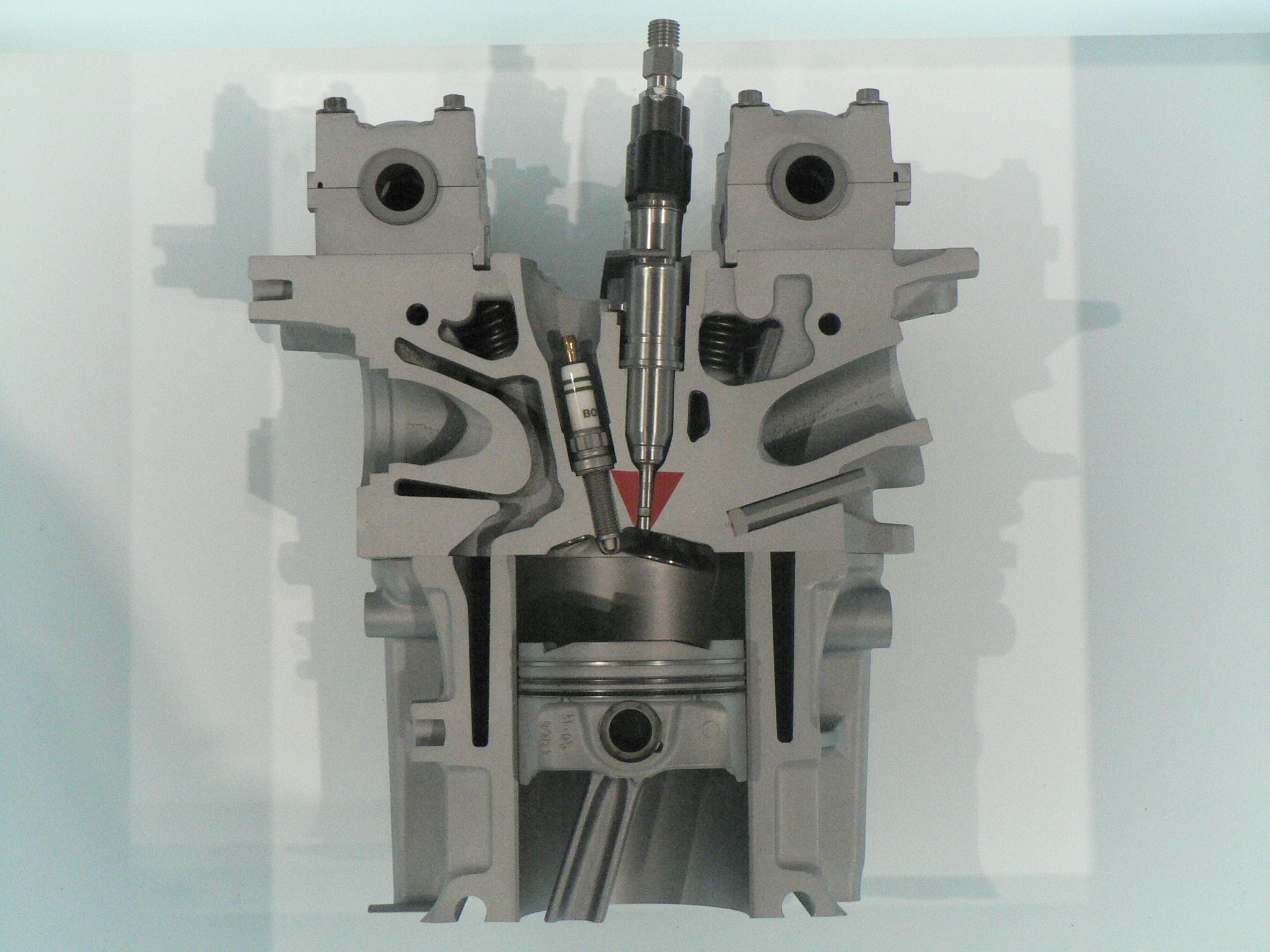
Imagen de un motor con inyección de combustible.

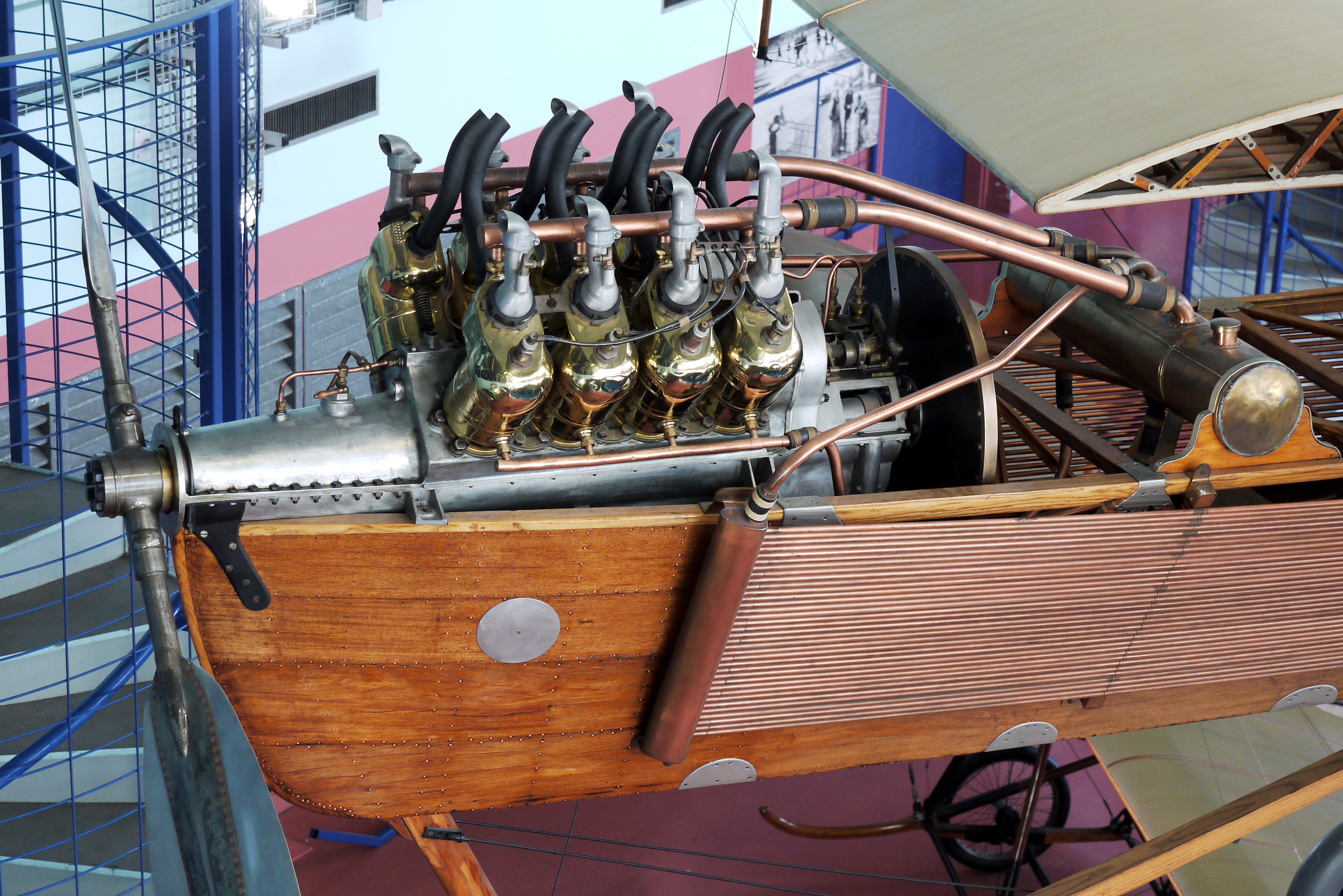
Motor del Antoinette.

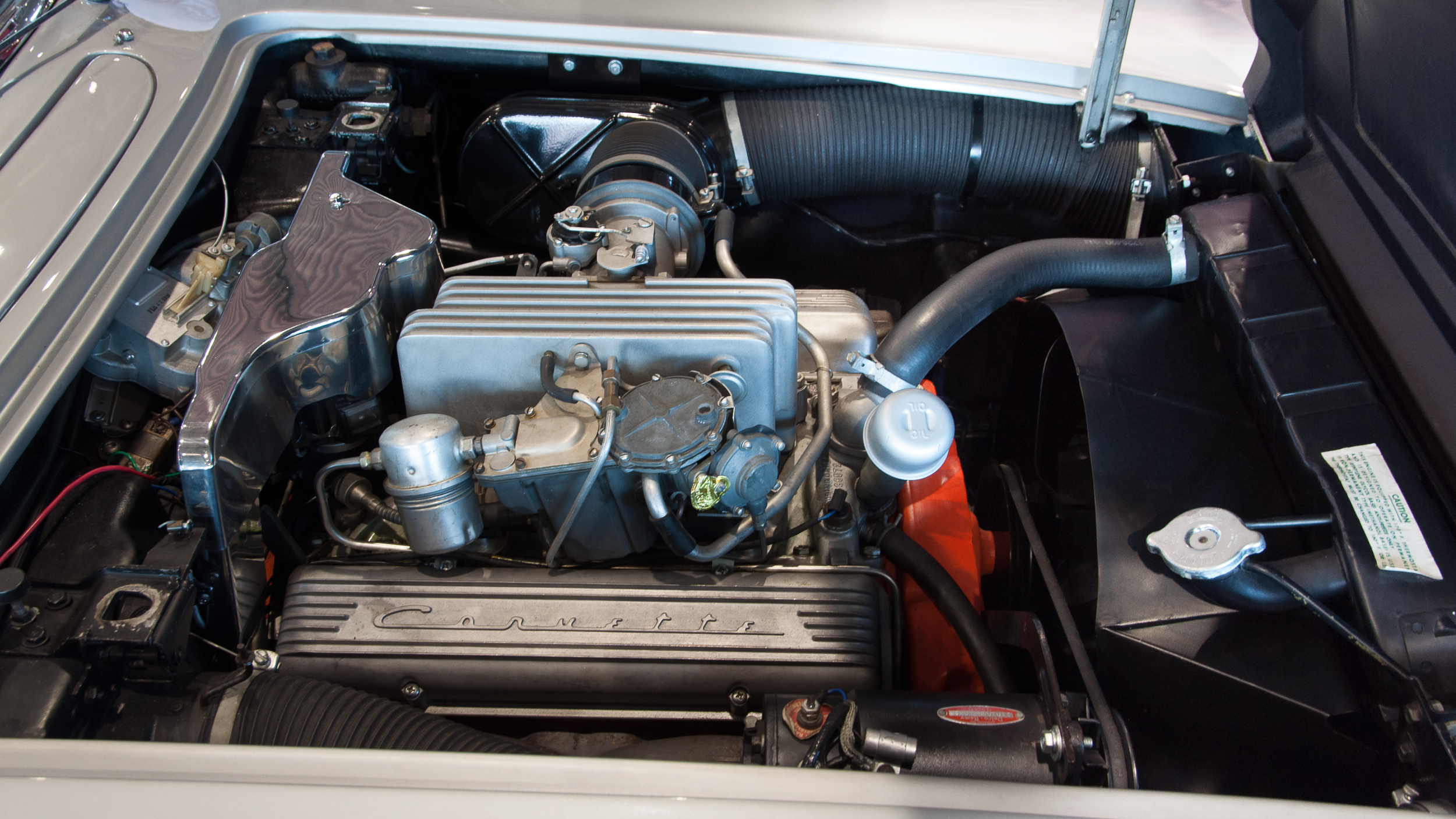
Sistema de inyección en un motor v8.

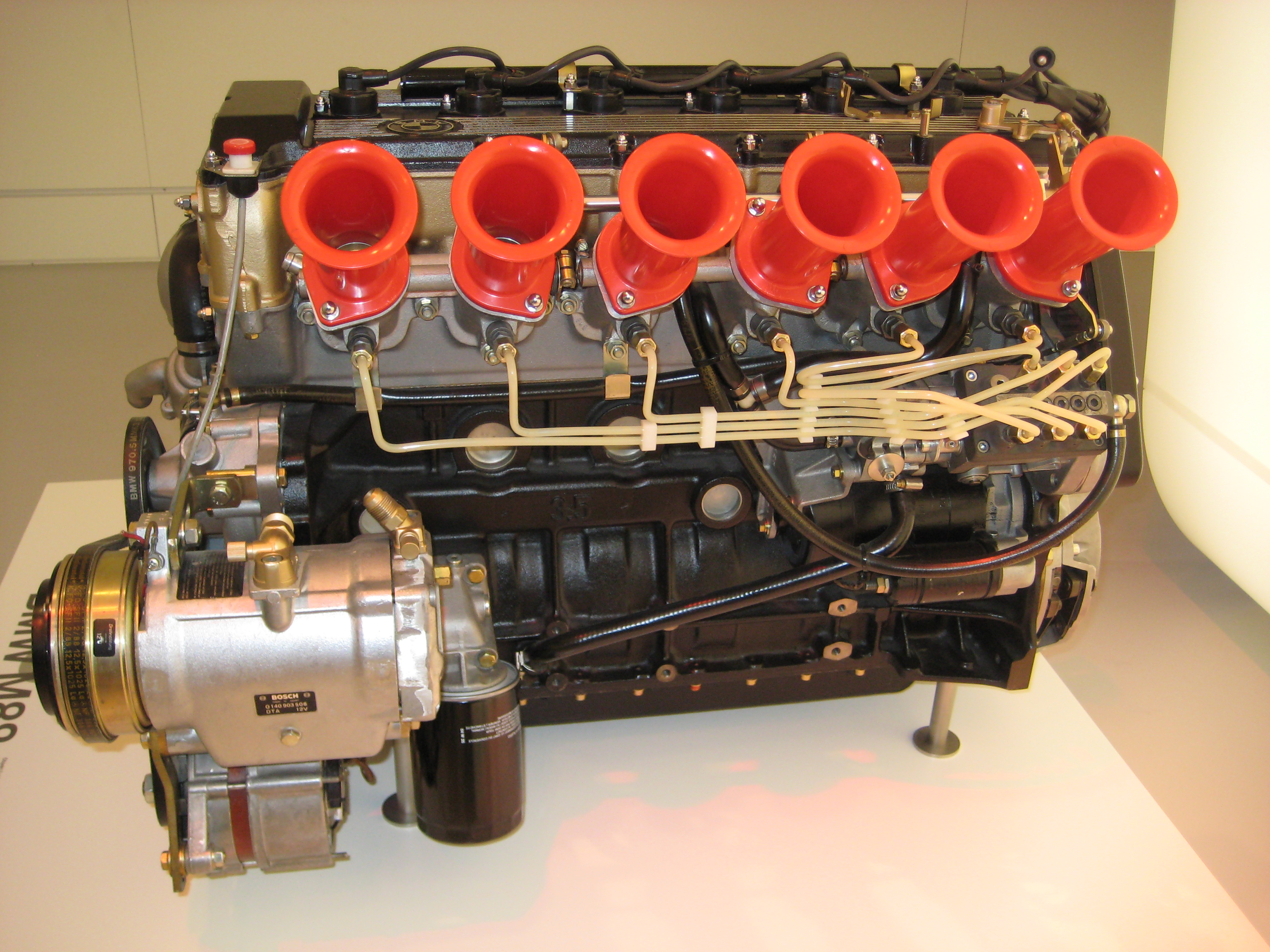
Sistema de inyección motor gasolina lineal 6 cilindros.

En 1881 el francés Eteve diseñaba un sistema para medir el aire comprimido lo que es un componente esencial en la inyección. En 1883 J. Spell anexo un elemento más, la inyección de combustible a una cámara llena con flama articulada a los cilindros. En 1885 Edward Butler construyó un motor con un sistema de inyección que forzaba el combustible a presión por una válvula de admisión con vástago hueco, aunque nunca lo llevó a un desarrollo práctico. Las primeras aplicaciones prácticas se llevaron a cabo en motores estacionarios. En 1887 Charter Gas Engine Company inició la producción de un sistema de combustible alimentado por gravedad desde un tanque y entrando a la cámara por medio de un inyector a través de una válvula de estrangulación, el encargado de este diseño fue Franz Burger. En 1898 Deutz GasmotorenFabrik empezó a construir motores estacionarios de cuatro tiempos con un cilindro con inyección de combustible a baja presión en la cámara de admisión utilizaba keroseno, con válvulas de admisión y de presión separadas. Los primeros vehículos que utilizaron la inyección de combustible fueron los aviones, el motor de cuatro tiempos de cuatro cilindros del Flyer I construido por los hermanos Wright en 1903 utilizaba un sistema de inyección de combustible de baja presión en la cámara de admisión utilizando una bomba de engranes, la razón por la que no se utilizó un carburador es porque este no permite la versatilidad que se necesita en una aeronave puesto que el carburador lleva un flotador, también el riesgo de que se congelara el combustible. En 1906 Gabriel Voisin también ocupaba la inyección de combustible para su biplano el cual voló Alberto Santos Dumont. El Antoinette de Léon Levavasseur introdujo una bomba de alta presión de émbolos e inyectores calibrados, la bomba de inyección, pionera por regular la cantidad de combustible por medio del émbolo según lo necesitara las revoluciones. En 1909 el monoplano Grade de Hans Grade con un motor de dos tiempos, cuya presión de inyección de combustible era proporcionada por la presión de la carga de aire desarrollada en el cárter, este monoplano se desplazó por 13 kilómetros en su primer vuelo. Por efectos de la Primera Guerra Mundial algunos pioneros no pudieron llevar a cabo sus experimentos, entre ellos Robert Bosch quien en 1912  transformó un motor de dos tiempos fuera de borda reconstruyendo una bomba de aceite para inyectar combustible y Fritz Egersdorfer que trabajaba para Pallas Carburator Company en Berlín en 1914. Para la siguiente década los años 1920 el carburador había sido muy desarrollado incluso en la aviación, por lo que las investigaciones en la inyección de combustible tuvo una recesión. Por encargo de la Deutsche versuchsanstalt für Luftfahrt(DVL) le indicó a Bosch que investigara sobre la inyección de gasolina a alta presión con inyectores que rocían directamente la cámara de combustión. Para 1930 la misma DVL indicó a la BMW desarrollar un sistema de inyección de combustible, este trabajo lo llevó a cabo Kurt Schnauffer, el 1 de septiembre de 1931 la DVL publicó un informe de pruebas de la inyección de combustible donde se obtenía un 7% más de potencia que con la carburación y una reducción del 3% en el consumo de combustible, en los motores de cuatro tiempos, aunque los experimentos en los motores de dos tiempos fue una terrible decepción. En las pruebas con motores BMW de seis pistones en V se lograron ganancias de potencia del 10% y una reducción de combustible del 17%, estos resultados obligaron al fabricante líder de motores para la aviación a investigar la inyección de combustible, este era Mercedes-Benz quien inició experimentos con una bomba diésel de Bosch, se cambiaron los filtros de combustible, agregando juntas, se cambió el diseño de los inyectores hasta poder implementarse en motor V12 de 33.8 litros de cilindrada producido en 1937 con 1200 hp, a partir de este punto la aviación solo fijaría sus ojos en la inyección de combustible.
En 1939 Mercedes experimento la inyección de combustible en sus motores de vehículos Grand Prix, turbocargados y no turbocargados sin lograr pruebas contundentes, al finalizar la Segunda Guerra Mundial para Mercedes y Bosch era evidente que tenían elementos clave de una nueva tecnología aunque no de aplicación inmediata. En 1940 Alfa Romeo en una competición de mil millas utilizó un sistema de inyección basado en una patente de 1935 de Ottavio Fuscaldo que ocupaba lumbreras, aunque ya en 1934 se había concedido patente a Ed Winfield sobre inyección de gasolina que utilizaba lumbreras, aunque parece que no fue tomada en cuenta por algún tiempo. En 1949 aparece un auto con motor Offenhauser con sistema de inyección diseñado por Stuar Halborn y Bill Travers, un diseño sencillo, consistente en una lumbrera por puerto de admisión, esto en la carrera de Indianápolis, de 1952 a 1961 se hicieron comunes en este tipo de motores este tipo de sistema de inyección. En 1956 se produjo un sistema para el Jaguar tipo D, que ganó en Le Mans, este sistema paso a una versión de serie, sin embargo, esta resultó ser muy extremadamente cara que solo alcanzó un comprador, Maserati, para que GTI 3500, este sistema era el sistema Lucas, este sistema consistía en una lumbrera con suministros regulado, el combustible se bombeaba a un distribuidor a 100 psi por medio de una bomba eléctrica, el distribuidor media el combustible según el flujo de aire, la admisión de aire se controlaba con una válvula de estrangulamiento deslizable unida al acelerador.

### Sistema de inyección Bosch

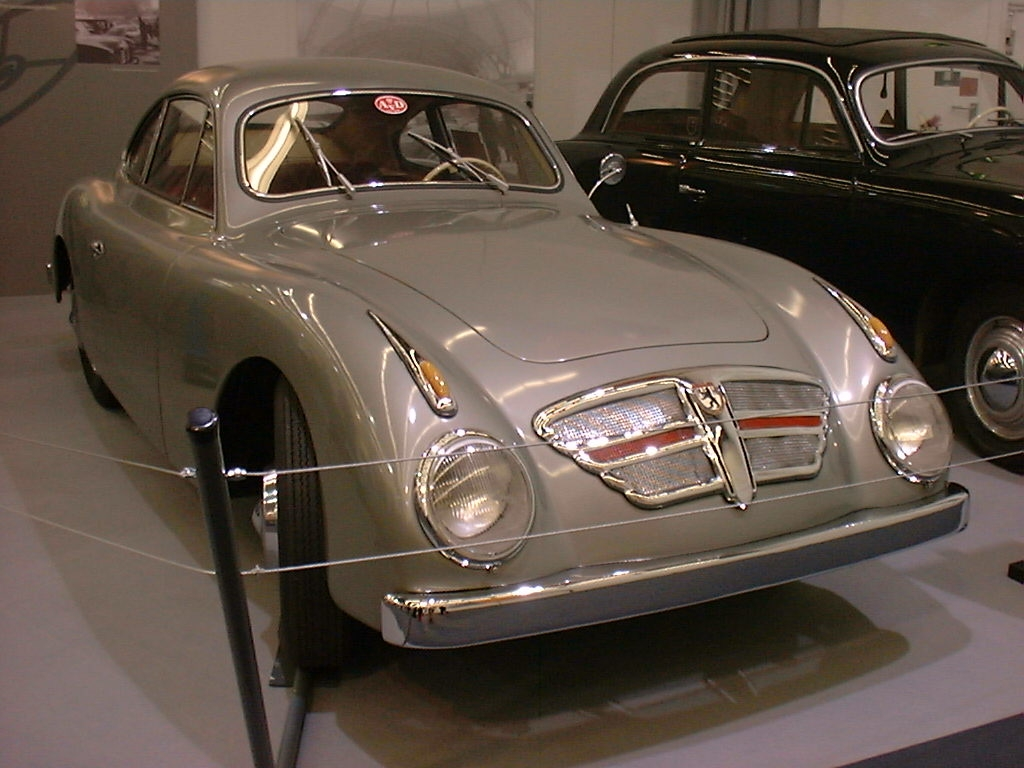
Goliath GP 700 Sport, uno de los primeros vehículos de dos tiempos con sistema de inyección.

Los ingenieros de la Mercedes Benz que en tiempos de la Segunda Guerra Mundial habían trabajado experimentando con la inyección de combustible junto con Bosch bajo la dirección de Max Wagner, iniciaron en 1946 de nuevo a hacer pruebas en un motor de cuatro cilindros de cuatro tiempos de 1767 cc el cual usando su carburador estándar tenía un rendimiento de 35.9 hp el cual convertido a inyección de combustible alcanzaba un rendimiento de 45 hp y ahorraba considerablemente el consumo de combustible. En 1949 se iniciaron los trabajos con los motores de dos tiempos, para 1951 se desarrollaba una boquilla que se volvería la base para los futuros sistemas de alta presión, en ese mismo año dos compañías ya habían adoptado el sistema en motores de dos tiempos, la boquillas estaban insertadas al lado de las bujías iniciando la inyección en el punto muerto inferior, la bomba de inyección era de dos émbolos activados por un excéntrica con una leva con un balero de rodillos. El sistema de lubricación del motor tenía una bomba de aceite construida como parte integral de la bomba de inyección de combustible, la bomba alimentaba directamente al múltiple de admisión pequeñas cantidades de aceite para ser recogidas por el aire entrante.

#### Sistema de inyección en motores de cuatro tiempos

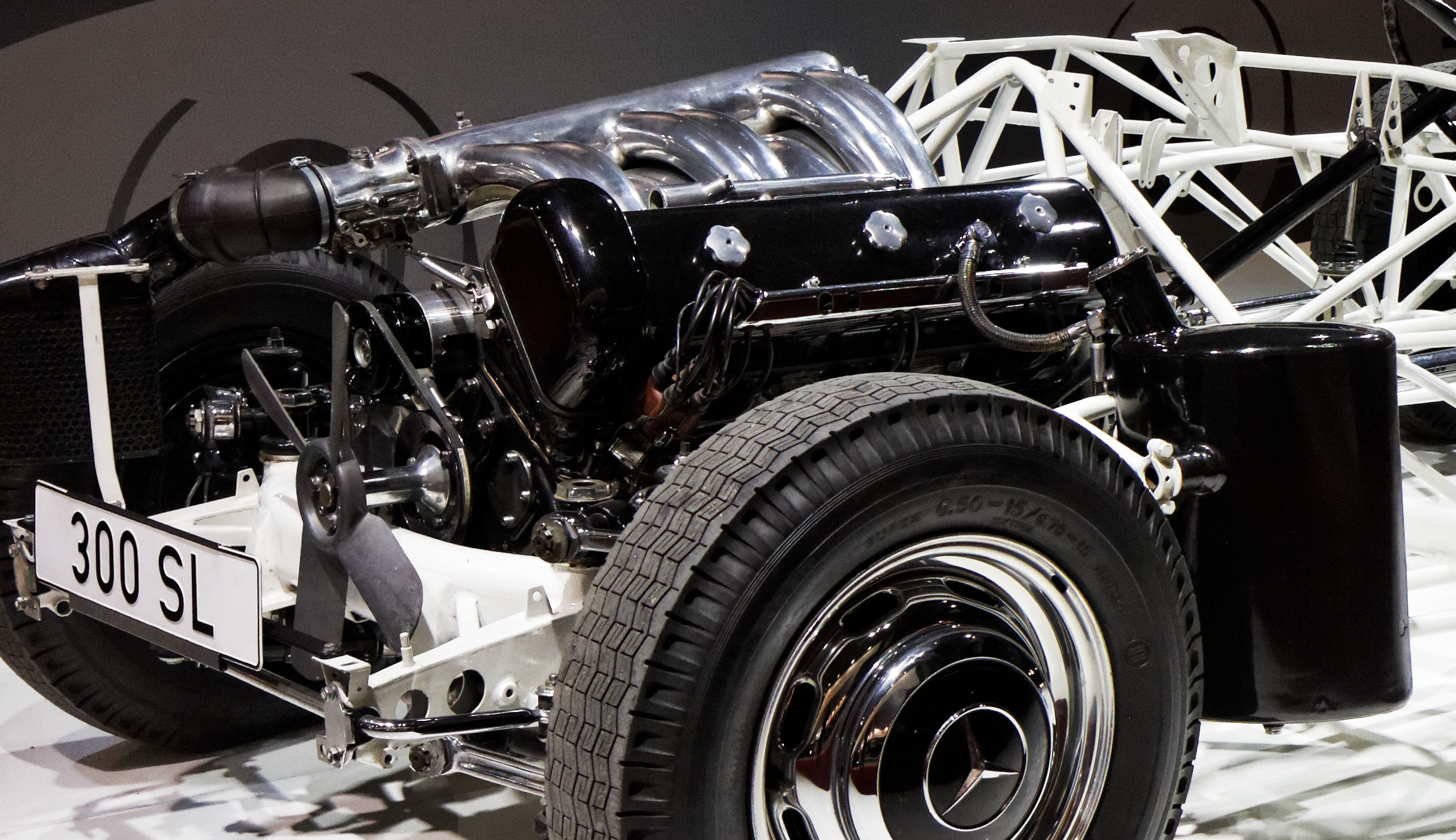
Motor del Mercedes-Benz 300 SL.

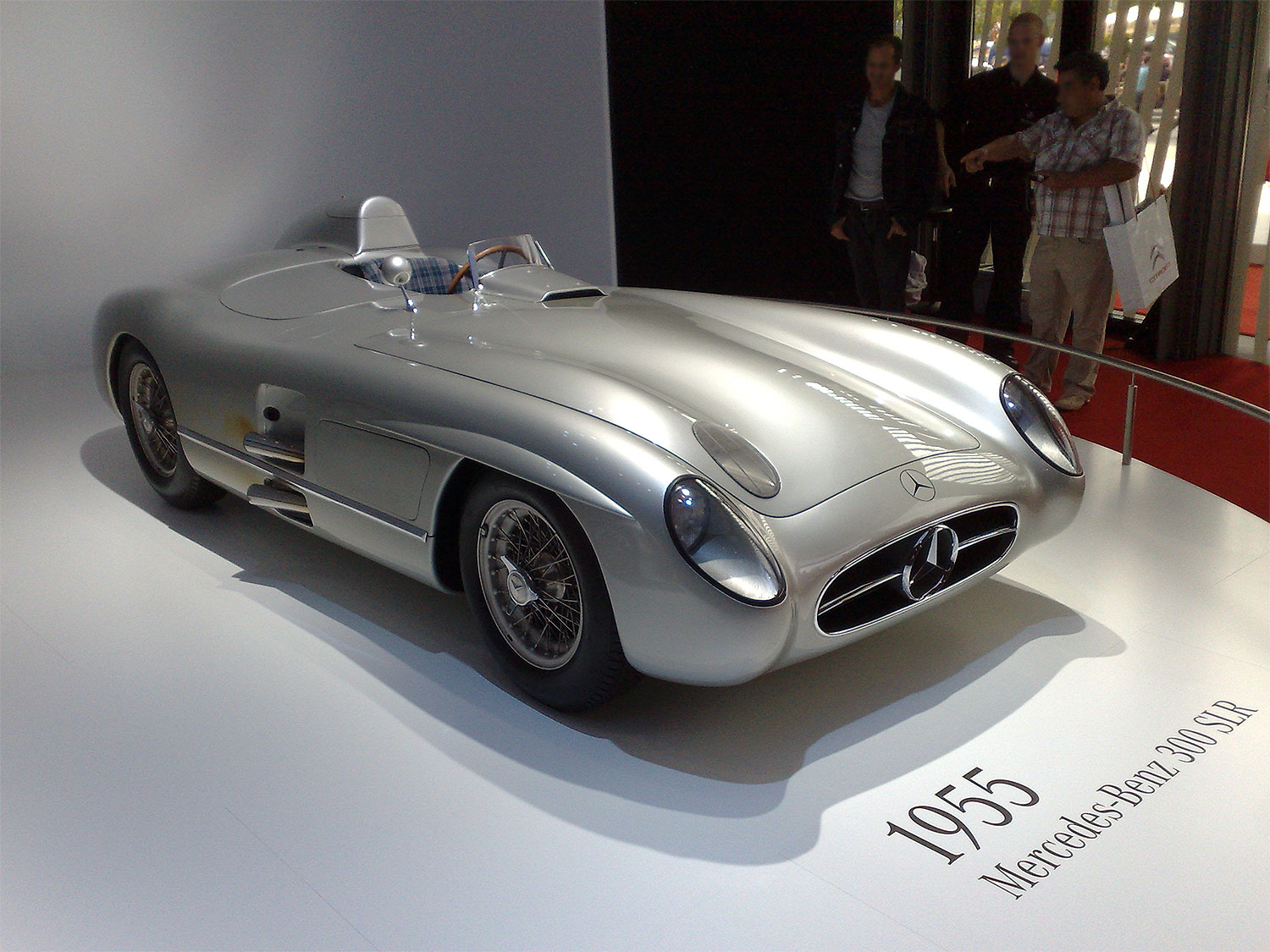
Mercedes-Benz 300 SLR (1955).

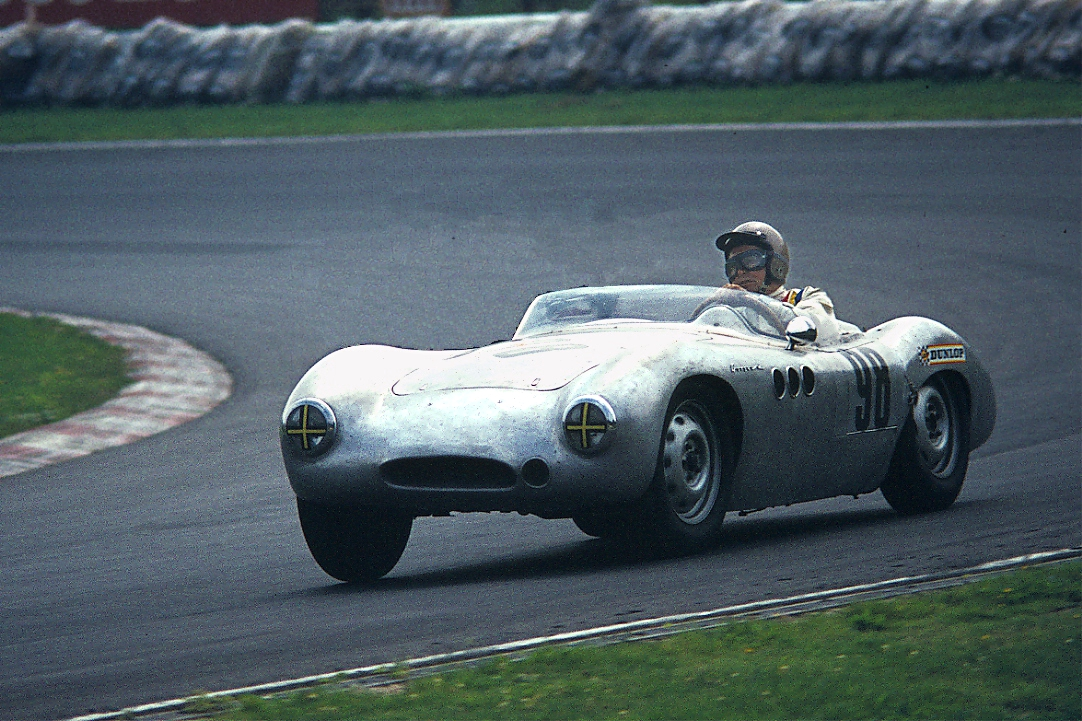
Borgward RS (1954).

En 1952 inicia la experimentación de la inyección de combustible en un motor de cuatro tiempos de seis cilindros que reutilizaba ciertas cosas ocupadas en el diseño de la inyección de los motores de dos tiempos, como las boquillas, y otra adaptadas como la bomba de inyección a alta presión, la cabeza del cilindro era de forma ligeramente plana, las bujías ubicadas en el monoblock, siendo un motor inclinado, quedaban bajo la cubierta del motor, cada cilindro tenía su inyector en la parte superior de este, con una presión de unos 1100 psi, este motor alcanzaba 220 hp a 5500 rpm, lo que no superaba aún al mismo motor carburado, para 1954 el motor levantó su inclinación hasta los 45 °, las bujías se trasladaron a la cabeza, y los inyectores a un lado del monoblock, en vez de un múltiple de admisión convencional se optó por tres juegos de tubos curvos, con las lumbreras en la cabeza del cilindro, la bomba de inyección tenía un árbol de seis émbolos los cuales se movían por la rotación del árbol de levas, este motor fue el M-186 que portaba el 300 Sl.
A la par de estos diseños corría el del W-196 y el 300 SLR, el motor era un ocho en línea de 2496 cc inclinado 30 °, lograna una potencia máxima de 290 hp a 8700 rpm, el abastecimiento de combustible se obtenía por una bomba a presión de 1500 psi, la bomba de inyección contaba con un árbol de ocho émbolos accionada por engranes que tomaban fuerza directamente del motor, se llevaba el combustible del tanque a través de una bomba que la llevaba a un filtro, de ahí a la bomba de inyección, para después pasar por una válvula purgadora, la cual tenía como propósito barrer la cámara de entrada de la bomba de inyección y evitar bolsas de vapor y no tenía línea de retorno, contaba con una lumbrera de admisión por cilindro, tenía bujías gemelas ubicadas en el centro de la cámara de combustión, también hubo un motor de 3L que alcanzaba 305 hp a las 7400 rpm.
Siguiendo a Mercedes y a BMW, quien ya había adoptado el sistema de inyección en sus motocicletas con motores de dos cilindros de cuatro tiempos enfriados por aire, Borgward decidido en 1958 desarrollar el sistema de inyección para un motor de cuatro cilindros de cuatro tiempos de dieciséis válvulas del auto deportivo 1500 RS, que alcanzó hasta 172 hp, el motor era de 1.5L con una bomba de inyección accionada desde el árbol de levas, sin embargo, para la ignición se utilizaba una bomba eléctrica que se desactivaba manualmente cuando el motor arrancaba, pero no hubo más evolución de este motor y su sistema por la quiebra de la empresa en 1961.

#### Inyección en lumbrera
Ludwig Kraus advirtió la necesidad de separar los sistemas de inyección de combustible que se venían ocupando en los motores gasolina de los sistemas de inyección diésel, pues hasta ese momento los sistemas de inyección eran sistemas diésel adaptados para los motores gasolina, los sistemas diésel necesitan inyección a alta presión pues la combustión del combustible, se realiza por el aire, que previamente se ha comprimido, consiguiendo así un elevado aumento de su temperatura, gracias a la cual es posible la combustión del gasóleo. No así en los motores gasolina donde la chispa se obtiene por la bujía, los motores gasolina pueden funcionar aspirando aire limpio, o una mezcla de aire con combustible, tomando en cuenta esto, idearon atomizar gasolina en pequeñas gotas con baja presión, lo que significaría eliminar el ruido que se producía hasta entonces por las bombas de alta presión.
Otto Eberle ideó un sistema de inyección en la lumbrera, supervisado por Heinrich Knapp, el sistema que inicialmente pretendía ser más económico que el hasta ahora convencional sistema de inyección en los cilindros, resultó ser más costoso de lo esperado, porque lo que se adaptó a los autos más costosos, como por ejemplo el 300 D, con motor 3L de seis cilindros se instalaba una tobera en cada canal separado de las lumbreras, una bomba de inyección de seis émbolos suministraba combustible a una presión de 100 psi a seis líneas separadas, la carrera de los émbolos era variable dependiendo con la posición de la mariposa.

#### Inyección intermitente en lumbrera
Con el fin de hacer accesible el sistema de inyección a automóviles de producción a gran escala, así que contrastando las pruebas de laboratorio, contra las pruebas en condiciones reales, se empezaron a dar cuenta que la dosificación de combustible era esencial, pero no así la sincronización, así que haciendo pruebas había poca diferencia cuando el combustible llegaba a la lumbrera. La frecuencia de abastecimiento, cuando el motor funciona a 1000 rpm, la válvula de admisión abre cuatro veces por segundo, sin embargo, a unos 5000 rpm se abrirían unas 21 veces por segundo, a tanta velocidad esto podría parecer como una inyección continua, lo cual condujo a la inyección intermitente, llegando a en cuenta que si se tomaba en cuenta la sincronización no se necesitaban un émbolo por pistón, por ejemplo para un motor de seis cilindros bastaba con una bomba de inyección de dos émbolos, cada línea de abastecimiento de combustible tenía una caja de abastecimiento de tres brazos, así para alimentar las seis toberas una caja con flujo intermitente alimentaba a una lumbrera, tres cilindros, la mitad del monoblock, y la segunda, al otro juego de inyectores de la otra lumbrera, para los otros tres cilindros, se añadió un regulador neumático que media el vacío del múltiple, pues la presión del múltiple es proporcional a la cantidad de aire aspirado por el motor, así se utilizaba para proporcionar una mezcla razonable, para ayudar al regulador neumático se agregó un termostato en la entrada de aire, un electroimán regulaba el arranque en frío, ajustando así la cantidad de combustible a la presión barométrica, este sistema lo adoptó Porsche y Mercedes.

## Sistemas de inyección

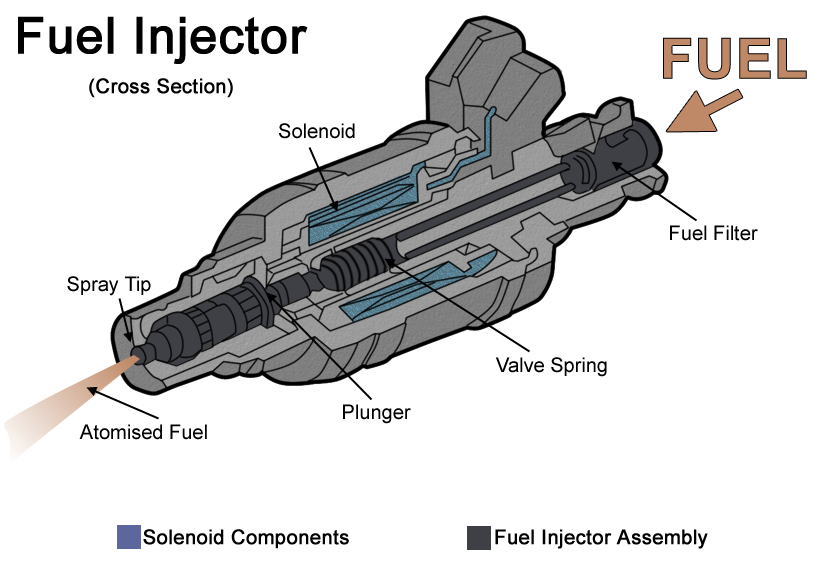
Inyector de gasolina (mando electrónico).

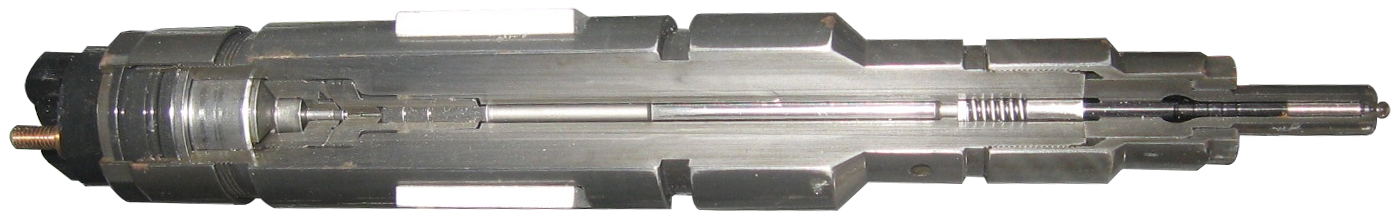
Inyector diésel (mando electrónico).

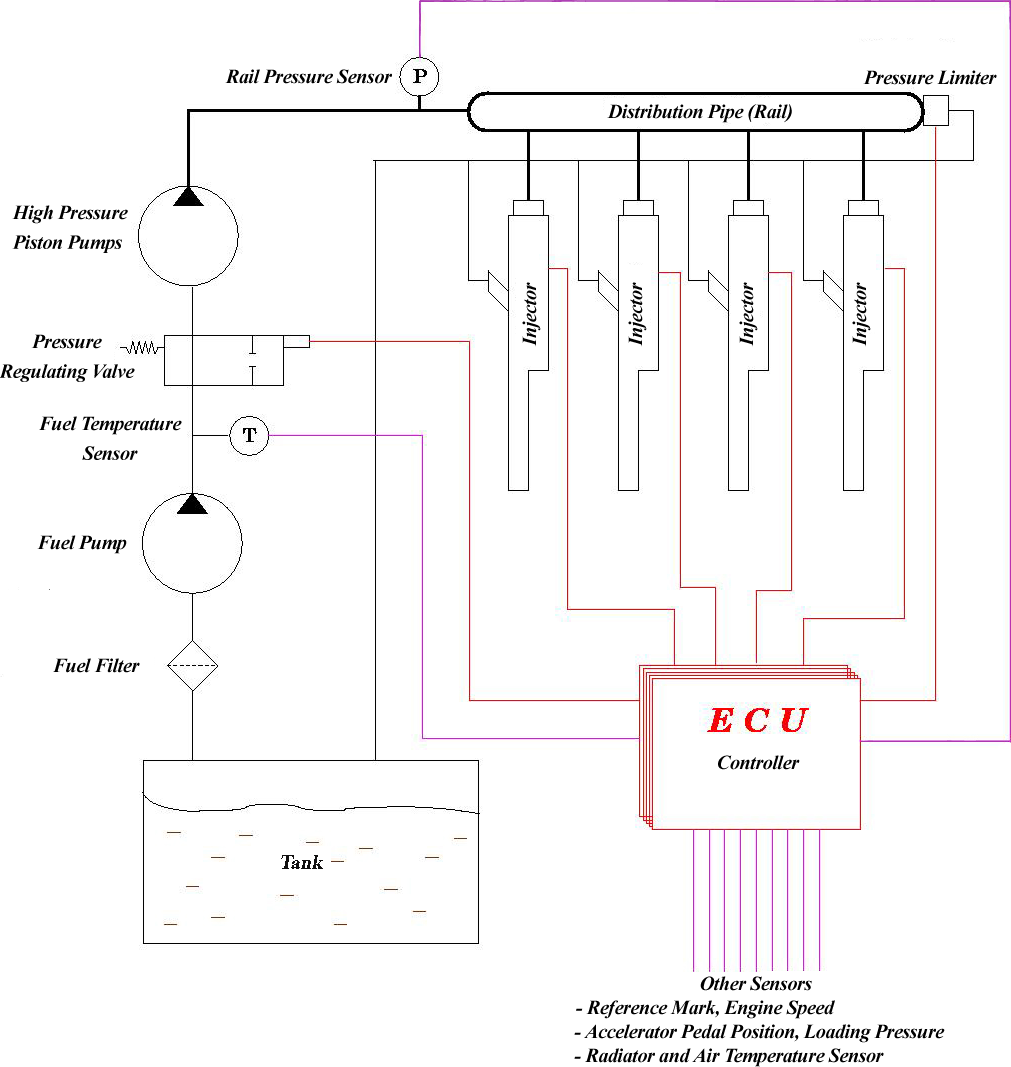
Diagrama de una inyección diésel por conducto común.

En un principio se usaba inyección mecánica pero actualmente la inyección electrónica es común incluso en motores diésel.
Los sistemas de inyección se dividen en:
- Inyección multipunto y monopunto: Para ahorrar costos a veces se utilizaba un solo inyector para todos los cilindros, o sea, monopunto, en vez de uno por cada cilindro, o multipunto. Actualmente, y debido a las normas de anticontaminación existentes en la gran mayoría de los países, la inyección monopunto ha caído en desuso.
- Directa e indirecta. En los motores de gasolina es indirecta si se pulveriza el combustible en el colector o múltiple de admisión en vez de dentro de la cámara de combustión, o sea en el cilindro. En los diésel, en cambio, se denomina indirecta si se inyecta dentro de una precámara que se encuentra conectada a la cámara de combustión o cámara principal que usualmente en las inyecciones directas se encuentran dentro de las cabezas de los pistones.

Gracias a la electrónica de hoy en día, son indiscutibles las ventajas de la inyección electrónica. Es importante aclarar que en el presente todos los Calculadores Electrónicos de Inyección (mayormente conocidos como ECU "Engine Control Unit" o ECM "Engine Control Module") también manejan la parte del encendido del motor en el proceso de la combustión. Aparte de tener un mapa de inyección para todas las circunstancias de carga y régimen del motor, este sistema permite algunas técnicas como el corte del encendido en aceleración (para evitar que el motor se revolucione excesivamente), y el corte de la inyección al detener el vehículo con el motor, o desacelerar, para aumentar la retención, evitar el gasto innecesario de combustible y principalmente evitar la contaminación.
En los motores diésel el combustible debe estar más pulverizado porque se tiene que mezclar en un lapso menor y para que la combustión del mismo sea completa. En un motor de gasolina el combustible tiene toda la carrera de admisión y la de compresión para mezclarse; en cambio en un diésel, durante las carreras de admisión y compresión solo hay aire en el cilindro. Cuando se llega al final de la compresión, el aire ha sido comprimido y por tanto tiene unas elevadas presión y temperatura, las que permiten que al inyectar el combustible este pueda inflamarse. Debido a las altas presiones reinantes en la cámara de combustión se han diseñado entre otros sistemas, el Common-Rail y el elemento bomba-inyector a fin de obtener mejores resultados en términos de rendimiento, economía de combustible y anticontaminación.

## Mapa de inyección
- El mapa de inyección de combustible de un automóvil a gasolina o diésel es una cartografía o varias, según la tecnología que equipe al vehículo, en las cuales se encuentran gráficos en tres dimensiones (tres ejes x, y, z) y determinan los puntos de funcionamiento del motor, mientras que el que ejecuta y comprueba y controla todos estos datos es el calculador de inyección de combustible.
- Una cartografía simple y característica de las primeras inyecciones de gasolina controladas electrónicamente es la que involucra los siguientes parámetros :
- Parámetros fundamentales: presión o caudal de aire de admisión, como parámetro "x" y régimen motor como parámetro "y", dando como resultado un tiempo de inyección dado "z". Estos son los dos parámetros de base. que definen lo que se llama carga motor .
- En lo referente a las inyecciones diésel, la cartografía se basa en:
- Parámetros fundamentales: Posición del pedal acelerador como parámetro "x", y Régimen motor  como parámetro "y", dando como resultado una presión de inyección "z" combinada con untiempo de inyección "ti"  . En este caso estamos hablando de un mapa de 4 dimensiones. Adicionalmente y para que se pueda producir el arranque es necesaria una tercera información, es Fase del motor para determinar a qué inyector le toca inyectar, de los dos cilindros que se encuentran paralelos en fase de fin de escape y fin de compresión respectivamente.
- parámetros de corrección , siendo el más importante el de temperatura del motor. Este dato llega al calculador electrónico desde un sensor en la culata, y corrige el valor básico del tiempo de inyección calculado en la cartografía, aumentándolo tanto más cuanto más frío esté el motor. Su influencia es nula cuando el motor está a temperatura de funcionamiento.

- Otro parámetro de corrección muy importante en los motores de gasolina es el de la posición de la mariposa, para corregir la mezcla al ralentí y a plena carga, así como detectar la rapidez de la aceleración y enriquecer la mezcla en consecuencia. Este dato proviene de otro sensor, el potenciómetro de mariposa.

- Por último y en los últimos años en que se ha impuesto el catalizador está la sonda de oxígeno o sonda lambda, que corrige permanentemente el tiempo de inyección en un margen muy estrecho, para obtener el máximo rendimiento del catalizador.

Los actuales calculadores de inyección electrónicos, para motores tanto diésel como gasolina, poseen amplias y variadas cartografías de funcionamiento para cada etapa del motor, inclusive existen cartografías especialmente diseñadas para funcionar en caso de detección de fallo de un elemento del sistema de inyección, permitiendo al conductor acercarse al concesionario o taller más cercano con la tranquilidad de que no le sucederá nada perjudicial al motor. Por ejemplo de los motores de gasolina, la ausencia de señal o desviación excesiva de la misma en el parámetro "caudal o presión de aire de admisión" permite ser sustituida por el sensor de posición de mariposa.
La señal de régimen motor, esencial para la sincronización, no permite ser sustituida una vez que desaparece. El motor se detiene.

## Relacionado
- Inyección directa
- Factores de combustión en motores diésel
- Inyección indirecta